# Falcada (equitación)
En equitación se llama falcada a un movimiento pronto y repentino de las piernas del caballo, siempre que plegan mucho cuando se le para y en el fin de su reiteración en el manejo. 
Viene a ser un conjunto de tres o cuatro corvetas cortas que hace aceleradamente el caballo antes de parar.